# Eleccions federals suïsses de 2003
Les eleccions federals suïsses de 2003 se celebraren el 19 d'octubre de 2003 per a renovar els 200 membres del Consell Nacional de Suïssa i els 46 membres del Consell dels Estats de Suïssa que escolliran els 21 membres del Consell Federal de Suïssa. El partit més votat fou el Partit Popular Suís.

## Resultats electorals

### Consell Nacional de Suïssa
Resultat de les eleccions al Consell Nacional de Suïssa de 19 d'octubre de 2003
| Partits                                                           | Partits                                                       | Abbr.       | Vots    | %    | +/–   | Escons | +/– |
| ----------------------------------------------------------------- | ------------------------------------------------------------- | ----------- | ------- | ---- | ----- | ------ | --- |
|                                                                   | Partit Popular Suís                                           | SVP/UDC     | 561,817 | 26.6 | +4,1% | 55     | +11 |
|                                                                   | Partit Socialdemòcrata de Suïssa                              | SPS/PSS     | 490,388 | 23.4 | +0,9% | 52     | +1  |
|                                                                   | Partit Radical Democràtic de Suïssa                           | FDP/PLR     | 363,643 | 17.3 | –2,6% | 36     | –7  |
|                                                                   | Partit Popular Democristià de Suïssa                          | CVP/PDC     | 302,355 | 14.4 | –1,4% | 28     | –7  |
|                                                                   | Partit Verd de Suïssa                                         | GPS/PES     | 155,110 | 7.4  | +2,4% | 13     | +4  |
|                                                                   | Partit Evangèlic Suís                                         | EVP/PEV     | 47,839  | 2.3  | +0,5% | 3      | ±0  |
|                                                                   | Partit Liberal de Suïssa                                      | LPS/PLS     | 45,864  | 2.2  | ±0,0% | 4      | –2  |
|                                                                   | Unió Democràtica Federal                                      | EDU/UDF     | 26,586  | 1.3  | +0,1% | 2      | +1  |
|                                                                   | Demòcrates Suïssos                                            | SD/DS       | 20,175  | 1.0  | –0,8% | 1      | ±0  |
|                                                                   | Partit del Treball                                            | PdA/PST-POP | 14,595  | 0.7  | –0,3% | 2      | ±0  |
|                                                                   | Llista Alternativa (amb Verds Alternatius Socialistes de Zug) | AL          | 12,523  | 0.6  | +0,4% | 1      | +1  |
|                                                                   | solidaritéS                                                   | Sol         | 10,563  | 0.5  | ±0,0% | 1      | +1  |
|                                                                   | Partit Socialcristià                                          | CSP/PCS     | 7,358   | 0.4  | ±0,0% | 1      | ±0  |
|                                                                   | Lliga de Ticino                                               | LdT         | 7,304   | 0.4  | –0,5% | 1      | –1  |
|                                                                   | Partit Suís de la Llibertat                                   | FPS         | 3,999   | 0.2  | –0,7% | 0      | ±0  |
| Total (participació 48,9%)                                        | Total (participació 48,9%)                                    |             |         |      |       | 200    |     |
| Font: http://www.wahlen.ch/ Arxivat 2021-02-28 a Wayback Machine. |                                                               |             |         |      |       |        |     |

### Consell dels Estats
Resultat de les eleccions al Consell dels Estats de Suïssa de 19 d'octubre de 2003 
| Partits                                            | Partits                                        | Escons | ±  |
| -------------------------------------------------- | ---------------------------------------------- | ------ | -- |
|                                                    | Partit Popular Suís (SVP/UDC)                  | 8      | +1 |
|                                                    | Partit Socialdemòcrata de Suïssa (SPS/PSS)     | 9      | +3 |
|                                                    | Partit Radical Democràtic de Suïssa (FDP/PRD)  | 14     | -4 |
|                                                    | Partit Popular Democristià de Suïssa (CVP/PDC) | 15     | 0  |
| Total                                              | Total                                          | 46     |    |
| Font: http://www.politik-stat.ch/srw2003CH_de.html |                                                |        |    |